# 放送波遮蔽対策推進協会
一般社団法人放送波遮蔽対策推進協会（ほうそうはしゃへいたいさくすいしんきょうかい、英: Digital Television and Radio Retransmission Promotion Association）は、地下街等での地上基幹放送の不感対策を実施していた非営利団体である。
略称はDRP。

## 概要
前身は、地上デジタル音声放送の試験放送をしていたデジタルラジオ推進協会である。
試験放送とは別に、2006年（平成18年）から地下街等の遮蔽された難視聴区域向けに、地上デジタルテレビ放送・FM放送・AM放送の再送信を行う事業を開始した。
地上デジタル音声放送が事業化しなかったことを受け、2014年（平成26年）に改称・改組し、再送信事業のみを行う組織となった。
東京・大阪・名古屋地区の地下街に再送信事業を展開したが、開局後10年目毎に地下街の管理会社に継承し2020年（令和2年）に解散した。

## 沿革
デジタルラジオ関係については、デジタルラジオ推進協会#沿革を参照。
- 2001年（平成13年）10月23日 - 社団法人デジタルラジオ推進協会として設立
- 2006年（平成18年）11月10日 - 電波遮蔽対策事業に携われるように定款を改正[1]
- 2007年（平成19年）
  - 2月1日 - 会員規程を整備し、電波遮蔽対策事業に関わる企業が特別会員として入会[1]
  - 4月2日 - 八重洲地下街（東京都中央区）、川崎アゼリア（神奈川県川崎市）で供用開始[1]
  - 地上デジタルテレビ放送とFM放送が実験局（現・実験試験局）による。AM放送については他社により整備済み。
- 2008年（平成20年）3月31日　
  - 受信障害対策中継放送制度の緩和措置をふまえ、八重洲地下街と川崎アゼリアの地上デジタルテレビ放送用の実験局の免許を受信障害対策中継放送用の放送局（現・特定地上基幹放送局）に種別変更[2]
  - ホワイティうめだ、なんばウォーク（大阪府大阪市）で供用開始[2]
    - 地上デジタルテレビ放送は放送局、FM放送は実験試験局、AM放送は高周波利用設備による。以後も同様。
- 2009年（平成21年）3月31日 - 名古屋エスカ（愛知県名古屋市）で供用開始[3]
- 2010年（平成22年）3月31日 - 大阪あべちか、NAMBAなんなん（大阪府大阪市）で供用開始[4]
- 2013年（平成25年）4月1日 - 一般社団法人化
- 2014年（平成26年）4月1日 - デジタルラジオ推進協会から改称
- 2017年（平成29年）3月 - 東京地区の無線局の免許を管理会社の八重洲地下街と川崎アゼリアに承継[5]
  - FM放送用実験試験局は受信障害対策中継放送用特定地上基幹放送局に種別変更
- 2019年（平成31年）3月 - 名古屋地区の無線局の免許と高周波利用設備の許可を管理会社のエスカに承継[5]
  - FM放送用実験試験局は受信障害対策中継放送用特定地上基幹放送局に種別変更
- 2020年（令和2年）
  - 3月 - 大阪地区4局の無線局の免許と高周波利用設備の許可を管理会社の大阪地下街に承継[5]
    - FM放送用実験試験局は承継せず

  - 7月17日 - 解散[5]

## 構成
2014年（平成26年）8月1日現在
会員
- 日本放送協会
- 各地下街の管理会社および再送信対象の民間特定地上基幹放送事業者
  - 東京地区13社
  - 大阪地区9社
  - 名古屋地区10社

## 保有設備
2014年（平成26年）8月1日現在
無線局および高周波利用設備
東京地区
- テレビ放送用特定地上基幹放送局2局、FM放送用実験試験局2局

名古屋地区
- テレビ放送用特定地上基幹放送局1局、FM放送用実験試験局1局、AM放送用高周波利用設備1基

大阪地区
- テレビ放送用特定地上基幹放送局4局、FM放送用実験試験局4局、AM放送用高周波利用設備4基